# Vučevica (gmina Vladimirci)
Vučevica (cyr. Вучевица) – wieś w Serbii, w okręgu maczwańskim, w gminie Vladimirci. W 2011 roku liczyła 106 mieszkańców.